# Tierärztegebührenordnung
Die Tierärztegebührenordnung (GOT) bestimmt die Vergütungen der Tierärzte für ihre Leistungen (§ 1 GOT). Sie wurde zuletzt mit Wirkung vom 22. November 2022 neu gefasst. Zuvor wurde sie 1999 inhaltlich angepasst. Am 8. Juli 2008 und am 27. Juli 2017 wurden die Gebühren zur Anpassung an die wirtschaftliche Entwicklung um jeweils 12 % erhöht.
Die GOT setzt den Gebührenrahmen vom mindestens einfachen bis maximal dreifachen Satz fest, der nur unter ganz besonderen Umständen verlassen werden darf. Die Gebührenhöhe bemisst sich (§ 2) „nach billigem Ermessen und unter Berücksichtigung der besonderen Umstände des Einzelfalles“ (z. B. widerspenstiges Tier, Nacht, Wochenende). Weiterhin stehen dem Tierarzt Entschädigungen (z. B. Wegegeld), Auslagen (z. B. Porto) sowie Entgelte für die Medikamente (nach Arzneimittelpreisverordnung) und Verbrauchsmaterialien zu.
Die GOT gliedert sich in die Grundleistungen (z. B. allgemeine Untersuchung und Beratung), besondere Leistungen (z. B. Bescheinigungen, Laboruntersuchungen, Röntgenuntersuchung, Injektionen) und die Leistungen bezogen auf einzelne Organsysteme (Atmungsapparat, Augen, Bewegungsapparat usw.).
Bei Bestehen einer Tierkrankenversicherung werden dem Zahlungspflichtigen die Aufwendungen für die tiermedizinisch notwendigen Leistungen im tariflichen Umfang vom Versicherer erstattet.